# Johannes Brahms
Johannes Brahms (pron. [ˈbrams]; Amburgo, 7 maggio 1833 – Vienna, 3 aprile 1897) è stato un compositore, pianista e direttore d'orchestra tedesco del periodo tardo-romantico.
Nato da una famiglia luterana, ha trascorso gran parte della sua vita professionale a Vienna. A volte è definito, insieme a Johann Sebastian Bach e Ludwig van Beethoven, come uno dei "Tre B" della musica. Ha lavorato con i principali interpreti del suo tempo, tra cui la pianista Clara Schumann e il violinista Joseph Joachim (i tre erano amici intimi). Molte delle sue opere sono diventate punti fermi del repertorio concertistico moderno.
Brahms è stato considerato sia un tradizionalista che un innovatore, sia dai suoi contemporanei sia dai musicologi successivi. La sua musica è radicata nelle strutture e nelle tecniche compositive dei maestri del romanticismo, e anche se alcuni suoi contemporanei la trovavano eccessivamente accademica, il suo contributo fu ampiamente riconosciuto e in seguito ammirato da musicisti come Arnold Schoenberg ed Edward Elgar.

## Biografia
Brahms nacque ad Amburgo da una famiglia modesta originaria della Bassa Sassonia. Secondo dei tre figli di Johann Jacob Brahms (1806-1872) e Johanna Henrika Christiane Nissen (1789-1865), sposatisi nel 1830, aveva una sorella maggiore di nome Elisabeth detta "Elise" e un fratello minore di nome Fritz Friederich. Suo padre era musicista popolare e suonava diversi strumenti: flauto, corno, violino, contrabbasso; verso gli ultimi anni di carriera, nel 1863, riuscì a entrare nell'Orchestra Filarmonica come contrabbassista. Visto la precoce inclinazione del giovane Johannes, fu proprio il padre a dargli le prime lezioni di musica. La madre era una sarta e Brahms la amava profondamente; quando il padre se ne separò nel 1865 il musicista — che non si sposò mai — rimase profondamente legato alla famiglia, tanto da sostenere finanziariamente anche la seconda moglie del padre, in vecchiaia. Malgrado le ristrettezze, la famiglia riconobbe le doti del piccolo Johannes e gli consentì un'educazione di qualità.

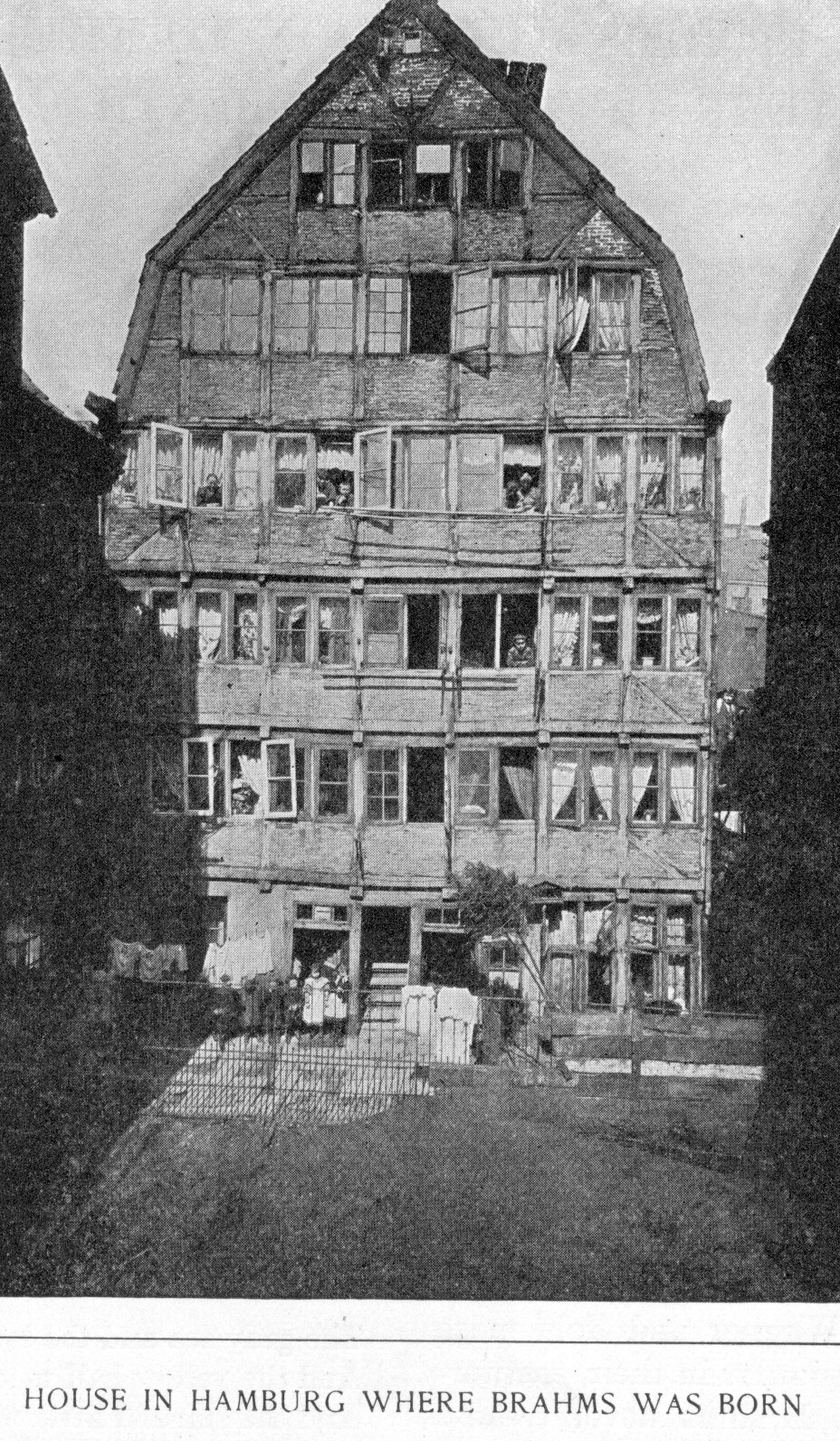
Fotografia del 1891 dell'edificio di Amburgo dove nacque Brahms. Fu distrutta dai bombardamenti nel 1943.

Il ragazzo rivelò un talento musicale naturale: precoce e attirato da tutti gli strumenti, cominciò a studiare il pianoforte a sette anni e pareva destinato alla carriera concertistica. Approfondiva, sotto la guida di Eduard Marxsen, lo studio della composizione e prendeva anche lezioni di corno e di violoncello. Il suo primo concerto pubblico è attestato nel 1843, a dieci anni, e fin dai tredici anni il futuro compositore aveva cominciato a contribuire al bilancio familiare suonando — come suo padre — nei locali di Amburgo e, più avanti, dando lezioni di piano.

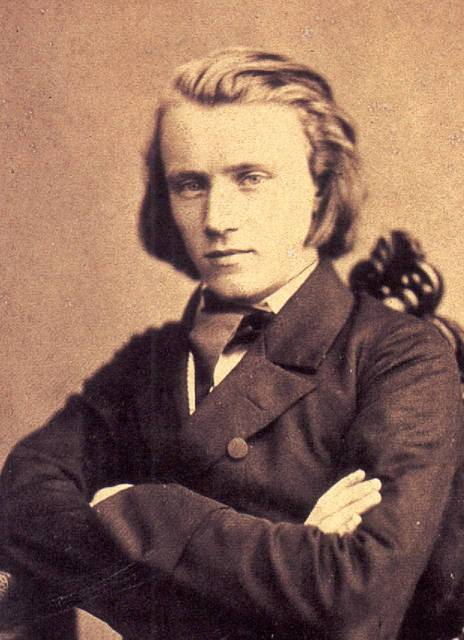
Brahms nel 1853

A vent'anni, nel 1853, Brahms ebbe alcuni incontri tra i più significativi per la sua vita: prima il grande violinista Joseph Joachim, con il quale iniziò una lunga e proficua collaborazione; poi fu proprio Joachim a presentarlo a Franz Liszt (e Brahms si addormentò, durante l'esecuzione del maestro), ma soprattutto lo introdusse in casa Schumann: il rapporto con i due sarà fondamentale nella vita di Brahms. Schumann lo considerò immediatamente e senza riserve un genio, e lo indicò nella sua Neue Zeitschrift für Musik (una rivista musicale fondata a Lipsia da Schumann stesso) come il musicista del futuro; Brahms, per parte sua, considerò Schumann il suo unico e vero maestro, restandogli vicino con devozione fino alla morte. Il legame con la moglie Clara Wieck Schumann durò fino alla morte di lei; Brahms, innamorato di Clara, le sopravvisse meno di un anno.

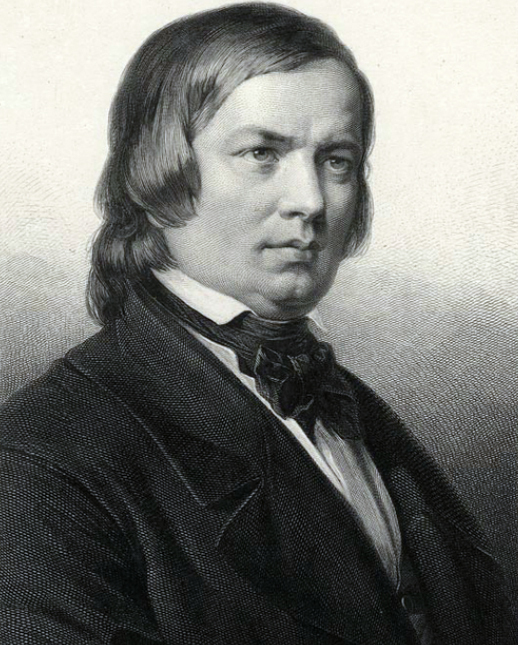
Robert Schumann

L'attività concertistica di Brahms continuò fino agli anni settanta, spesso insieme con Joachim, parallelamente alla composizione e alla direzione d'orchestra. Una recensione così descrive il suo stile pianistico di quegli anni: «Molti artisti possiedono una tecnica più brillante, ma sono pochi quelli che sanno tradurre le intenzioni del compositore in maniera altrettanto convincente, o seguire il volo del genio beethoveniano e rivelarne tutto lo splendore, come fa Brahms».

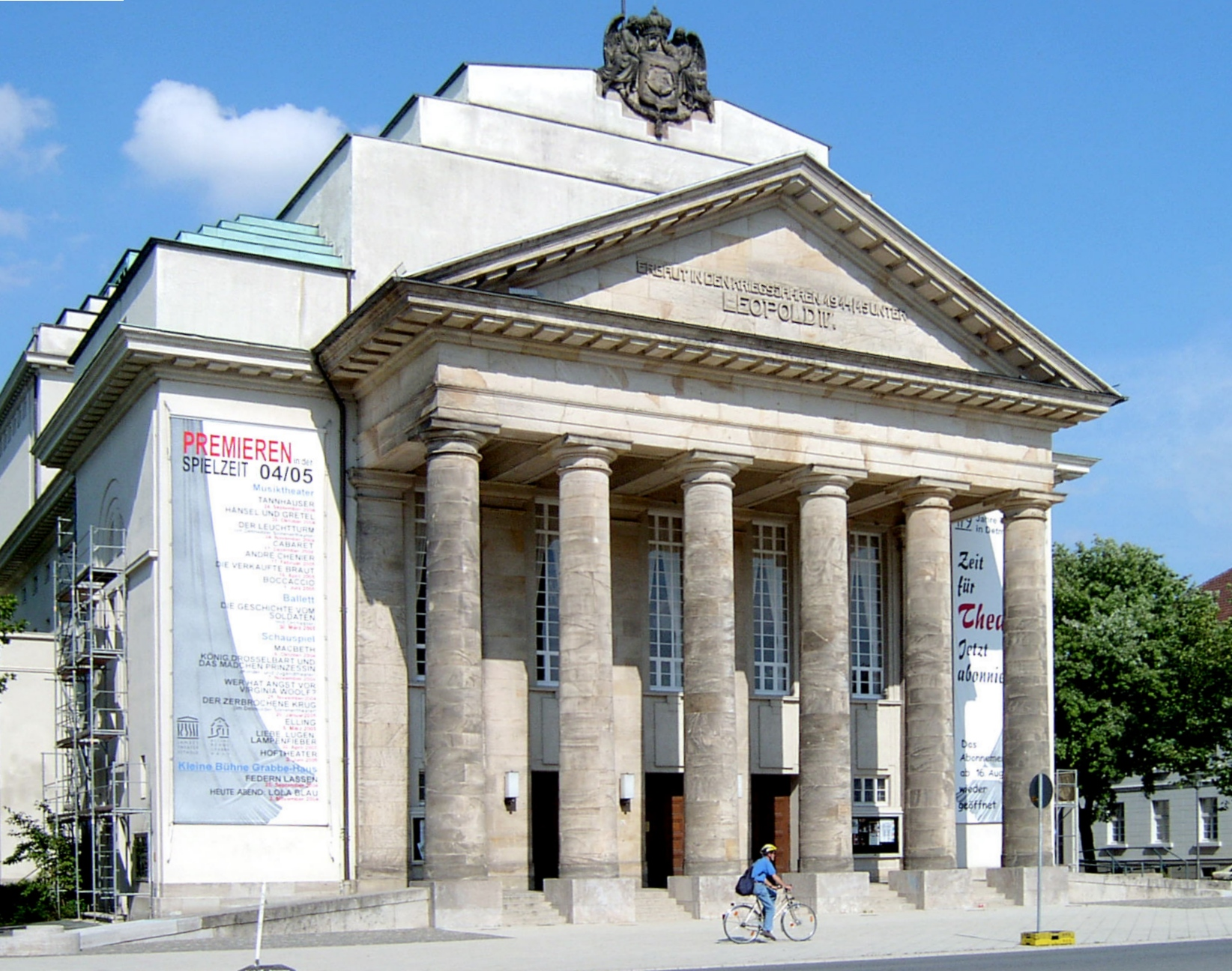
Il teatro di Detmold

Già dal 1853, anno della tournée con Reményi durante la quale aveva incontrato Joachim a Gottinga, Brahms cominciò quella vita un po' raminga cui lo costringeva il suo lavoro e che in fondo, nonostante fosse uomo molto legato alle proprie abitudini e al proprio modo di vivere, forse non doveva dispiacergli. La sua passione erano però i soggiorni che gli consentivano lunghe passeggiate in mezzo alla natura, occasioni propizie per continuare a elaborare musica.

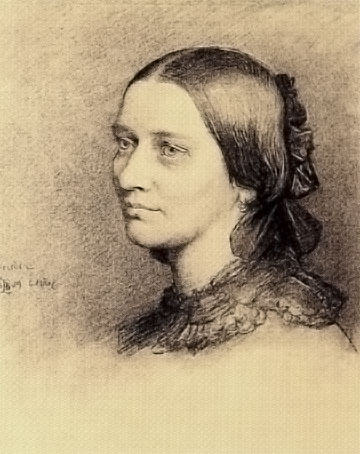
Clara Wieck Schumann

Quando Clara Schumann si stabilì a Berlino, nel 1857 Brahms tornò ad Amburgo, dove costituì e diresse per tre anni un coro femminile. L'attività con il coro, che continuò alla corte di Detmold e poi alla Singakademie di Vienna, aveva certamente motivazioni economiche, ma fu anche importante per la composizione; Brahms non produsse mai musica per opere, ma pose grande attenzione alla scrittura per voce. Egli lasciò una battuta divertente e significativa, che lega la sua storia di scapolo a quella di mancato compositore d'opera: «Scrivere un'opera sarebbe per me altrettanto difficile che sposarmi. Ma probabilmente, dopo la prima esperienza, ne farei una seconda!»

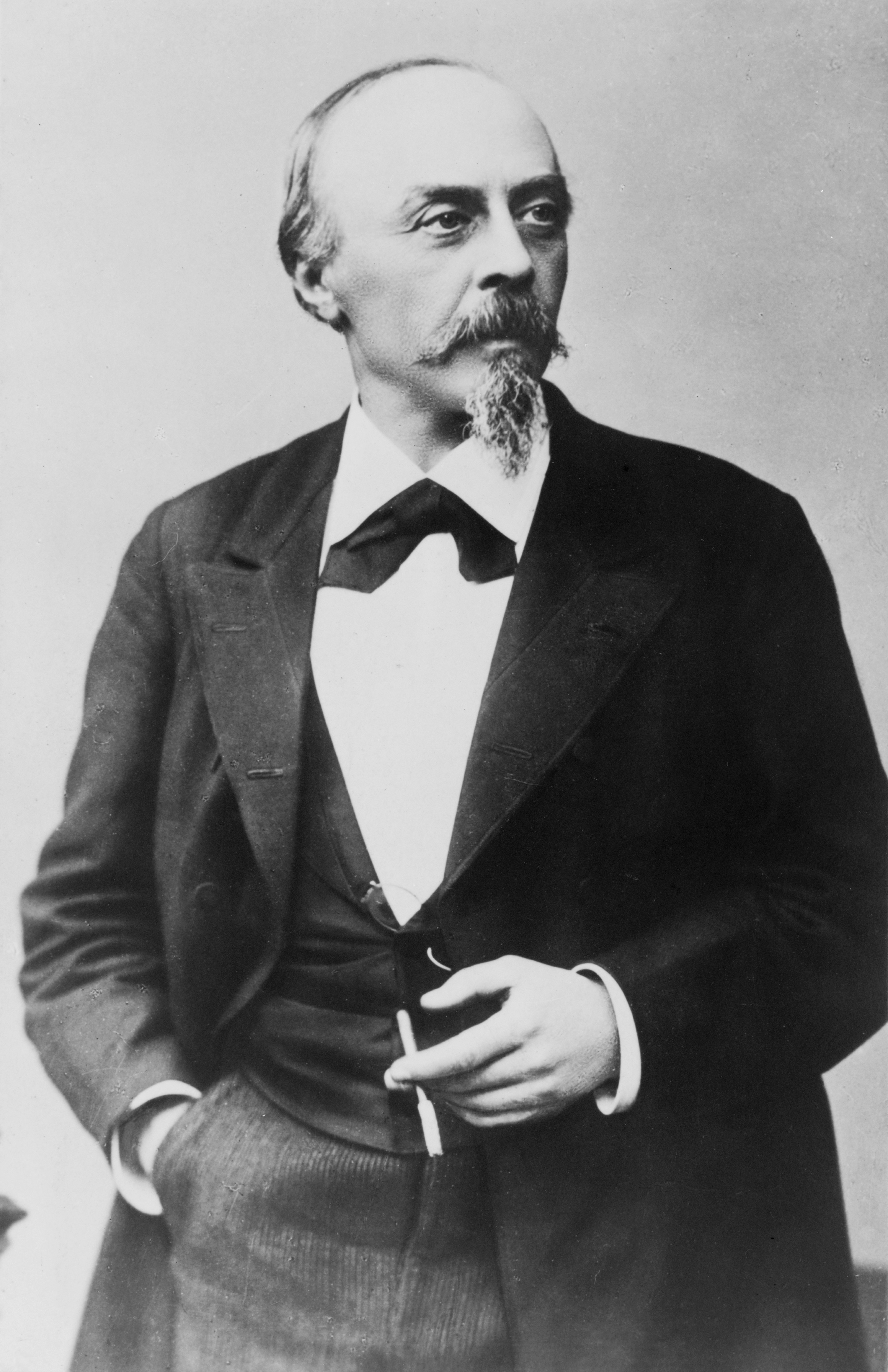
Hans von Bülow

Nel 1862 soggiornò a Vienna, che dall'anno successivo divenne il suo principale luogo di residenza. A Vienna fu assai apprezzato, sviluppò relazioni e vi si stabilì definitivamente nel 1878. Fu lì che avvenne il suo unico incontro con Wagner e soprattutto, nel 1870, conobbe Hans von Bülow, il grande direttore che divenne suo amico e uno dei suoi principali estimatori.
Alla continua ricerca di perfezione stilistica, Brahms fu assai lento nello scrivere e soprattutto nel pubblicare ed eseguire le proprie opere, o almeno quelle che egli considerava "importanti". La sua Prima sinfonia (che von Bülow definì "la Decima di Beethoven") ebbe la prima esecuzione solo nel 1876, a Karlsruhe: il maestro aveva già 43 anni e viveva di musica praticamente da sempre.
Negli ultimi 20 anni di vita, Brahms poté infine dedicarsi soprattutto alla composizione; sono gli anni dei principali lavori per orchestra: le altre tre sinfonie, il Concerto per violino, il Secondo Concerto per pianoforte, fino ai capolavori cameristici dell'ultimo periodo. Nel 1879 l'Università di Breslavia (dal 1945 Wrocław, Polonia) gli conferì la laurea honoris causa, designandolo artis musicae severioris in Germania nunc princeps. A titolo di ringraziamento Brahms scrisse la Akademische Fest-Ouverture (op. 80) che presenta una complessa elaborazione di noti canti gregoriani.
Morì a Vienna di un tumore maligno — come suo padre — il 3 aprile 1897, meno di un anno dopo la sua amica di una vita, Clara Schumann. Fu sepolto nel cimitero centrale di Vienna, nel "Quartiere dei musicisti".
L'estetica di Brahms — che fa di lui uno dei grandi musicisti dell'Ottocento — si fonda su una straordinaria miscela di forme classiche rigorose, fondate su una grande sapienza contrappuntistica e polifonica intrisa di uno spirito profondamente romantico, che si manifesta nel colore musicale, nell'inventiva melodica e nelle sorprendenti sovrapposizioni ritmiche.

## Brahms e la religione
Brahms, di fede luterana, rimase per tutta la vita umanamente e eticamente tale. Tra le abitudini che non lasciò mai, sin dall'infanzia, c'era la lettura della Bibbia che gli era stata donata nell'anno della sua nascita e dalla quale egli trasse i testi per le composizioni corali sacre. La leggeva assiduamente e fino alla morte rimase per lui uno dei libri più importanti.
Il compositore tedesco, suo amico, Walter Niemann ha dichiarato: «Il fatto che Brahms abbia iniziato la sua attività creativa con la canzone popolare tedesca e abbia chiuso con la Bibbia rivela il vero credo religioso di questo grande uomo del popolo». Tuttavia si ritiene perlomeno "critico" il rapporto e l'atteggiamento di Brahms verso la religione. Il compositore Josef Suk riportò di una discussione del marzo 1896, insieme a Brahms e Antonín Dvořák, durante la quale il primo sconcertò il devotissimo Dvořák ammettendo di avere «letto troppo Schopenhauer per essere religioso».

## Lo stile
Il critico musicale Eduard Hanslick, contemporaneo del compositore, indicò in Brahms l'antagonista della "musica avveniristica" wagneriana, ascrivibile a quel filone neoromantico (al quale appartenevano anche Liszt e Berlioz) che intendeva trasferire nell'opera musicale i tratti letterari e collocava il fatto musicale all'interno di un programma che, affermando l'emancipazione rispetto al rigido impianto formale classico, ricercava una maggiore libertà espressiva.
Il secondo romanticismo musicale tedesco, turbato dal titanismo estremo di Richard Wagner, è invece attraversato da una profonda intimità in Brahms, nel quale la severa continuità con la tradizione classica si armonizza con il ricorso ad accenti romantici. La musica di Brahms, orientata al sinfonismo e segnata dal sistematico spirito di rivisitazione della struttura compositiva, si accompagna alla tendenza a prediligere la spontaneità dei tratti della musica popolare viennese e ungherese. La trama musicale, adagiata nello spirito di riflessione e ripiegamento, esprime un senso di affettiva profondità e di dolcezza poetica (soprattutto nell'ultima produzione pianistica, sinfonica e cameristica).
Fu la critica a fare di Brahms un epigono del classicismo, contrapposto a Wagner; il suo rifiuto dell'"avvenirismo" wagneriano e l'estraneità al teatro musicale ne fecero un esponente di un filone in controtendenza rispetto alle avanguardie. Dal punto di vista della tecnica musicale, Brahms fu tuttavia moderno allo stesso modo dei moderni suoi presunti "concorrenti". Nella fusione delle tecniche e nella rivisitazione dei generi il musicista amburghese esprimeva la propria anima decadente (cioè profondamente consapevole di trovarsi sullo spartiacque di un mutamento culturale ed epocale) rivolta alla reinterpretazione del passato ma in forme diverse e innovative. In proposito ha scritto Giorgio Pestelli: "La modernità di Brahms consiste prima di tutto nella sua ricchezza di spirito critico, di adeguatezza alla vastità della tradizione. Proprio per la sua cultura, Brahms ha capito che quel progresso esaltato dal mondo scientifico della sua epoca, in arte è un concetto fasullo, ha capito che ciò che conta non è fare una cosa, ma rifarla".

## Opere
Tra parentesi la data di composizione.

### Composizioni per orchestra
- Sinfonie:
  - n. 1 in do minore op. 68 (1862-1876)
  - n. 2 in re maggiore op. 73 (1877)
  - n. 3 in fa maggiore op. 90 (1883)
  - n. 4 in mi minore op. 98 (1884-1885)
- Ouverture:
  - Ouverture per una festa accademica in do minore op. 80 (1880)
  - Ouverture tragica in re minore op. 81 (1880)
- Variazioni su un tema di Haydn, op. 56a (1873)
  - Tema. Corale S.Antonio. Andante
  - Variazione I. Poco più animato (Andante con moto)
  - Variazione II. Più vivace (Vivace)
  - Variazione III. Con moto
  - Variazione IV. Andante con moto (Andante)
  - Variazione V. Vivace (Poco presto)
  - Variazione VI. Vivace
  - Variazione VII. Grazioso
  - Variazione VIII. Presto non troppo (Poco presto)
  - Finale. Andante
- Serenate:
  - Serenata n. 1 in re maggiore op. 11 (1857-1858)
  - Serenata n. 2 in la maggiore, op. 16 (1858-1859)

- Concerti per pianoforte e orchestra:
  - n. 1 in Re minore op. 15 (1856-1858)
  - n. 2 in Si bemolle maggiore op. 83 (1881)
- Concerto per violino e orchestra in re maggiore, op. 77 (1878)
- Doppio concerto per violino, violoncello e orchestra in la minore, op. 102 (1887)
- Trascrizione di tre Danze ungheresi (1873)
  - n.1 in Sol minore
  - n.3 in Fa maggiore
  - n.10 in Fa maggiore

### Musica da camera senza pianoforte
- Sestetti per archi:
  - n. 1 in si bemolle maggiore op. 18 (1860)
  - n. 2 in sol maggiore op. 36 (1864-1865)
- Quartetto per archi n. 1 in do min. op. 51 n.1
- Quartetto per archi n. 2 in la min. op. 51 n.2
- Quartetto per archi n. 3 in si bem. mag. op. 67
- Quintetti per archi (due violini, due viole e un violoncello):
  - n. 1 in fa maggiore op. 88
  - n. 2 in sol maggiore op. 111
- Quintetto per archi e clarinetto in si min. op. 115

### Musica da camera con pianoforte
- Quintetto per pianoforte e archi in fa minore op. 34 (1862-1864)
- Quartetti per pianoforte e archi:
  - n. 1 in sol minore op. 25 (1861)
  - n. 2 in la maggiore op. 26 (1861)
  - n. 3 in do minore op. 60 (1873-1874)
- Trii per pianoforte e archi:
  - n. 1 in si maggiore op. 8 (1854, seconda versione 1889)
  - n. 2 in do maggiore op. 87 (1882)
  - n. 3 in do minore op. 101 (1886)
- Trio per pianoforte, violino e corno in mi bemolle maggiore op. 40 (1865)
- Trio per pianoforte, clarinetto e violoncello in la minore op. 114 (1891)
- Sonate per pianoforte e violino:
  - n. 1 in sol maggiore op. 78 (1878-1879)
  - n. 2 in la maggiore op. 100 (1886)
  - n. 3 in re minore op. 108 (1886)
- Scherzo per pianoforte e violino (per la Sonata F.A.E., 1853)
- Sonate per pianoforte e violoncello:
  - n. 1 in mi minore op. 38 (1862-1865 movimento)
  - n. 2 in fa maggiore op. 99 (1886)
- Sonate per pianoforte e clarinetto op. 120 (1894):
  - n. 1 in fa minore
  - n. 2 in mi bemolle maggiore

### Composizioni per pianoforte

#### Due pianoforti
- Sonata in fa minore op. 34bis (1864)
- Variazioni su un tema di Haydn, op. 56b (1874 a Manchester con Charles Hallé e Hans von Bülow)

#### Pianoforte a quattro mani
- Variazioni sul Geister-Thema di Robert Schumann op. 23 (1863)
- Sedici valzer op. 39 (1865)
  - n.1 in si maggiore: Tempo giusto
  - n.2 in mi maggiore
  - n.3 in sol diesis minore
  - n.4 in mi minore: Poco sostenuto
  - n.5 in mi maggiore: Grazioso
  - n.6 in do diesis maggiore: Vivace (do maggiore nella versione per pianoforte solo)
  - n.7 in do diesis minore: Poco più Andante
  - n.8 in si bemolle maggiore
  - n.9 in re minore
  - n.10 in sol maggiore
  - n.11 in si minore
  - n.12 in mi maggiore
  - n.13 in do maggiore (si maggiore nella versione per pianoforte solo)
  - n.14 in la minore (sol diesis minore nella versione per pianoforte solo e per due pianoforti)
  - n.15 in la maggiore (la bemolle maggiore nella versione per pianoforte solo e per due pianoforti)
  - n.16 in re minore (do diesis minore nella versione per pianoforte solo)
- 21 Danze ungheresi WoO 1 (1869 e 1880)
  - n.1 in sol minore: Allegro molto
  - n.2 in re minore: Allegro non assai
  - n.3 in fa maggiore: Allegretto
  - n.4 in fa minore (fa♯ minore per orchestra): Poco sostenuto
  - n.5 in fa♯ minore (sol minore per orchestra): Allegro
  - n.6 in re♭ maggiore (re maggiore per orchestra): Vivace
  - n.7 in la maggiore (fa maggiore per orchestra): Allegretto
  - n.8 in la minore: Presto
  - n.9 in mi minore: Allegro non troppo
  - n.10 in mi maggiore (fa maggiore per orchestra): Presto
  - n.11 in re minore: Poco andante
  - n.12 in re minore: Presto
  - n.13 in re maggiore: Andantino grazioso
  - n.14 in re minore: Un poco andante
  - n.15 in si♭ maggiore: Allegretto grazioso
  - n.16 in fa minore: Con moto
  - n.17 in fa♯ minore: Andantino
  - n.18 in re maggiore: Molto vivace
  - n.19 in si minore: Allegretto
  - n.20 in mi minore: Poco allegretto
  - n.21 in mi minore: Vivace
- Liebeslieder-Walzer per canto (ad libitum) e pianoforte a 4 mani op. 52a (1869)
- Trascrizioni da opere proprie o di altri autori.

#### Pianoforte solo
- Sonate
  - n. 1 in do maggiore op. 1 (1852-1853)
  - n. 2 in fa diesis minore op. 2 (1852)
  - n. 3 in fa minore op. 5 (1853)
- Scherzo in mi bemolle minore, op. 4 (1851)
- Variazioni:
  - su un tema di Schumann op. 9 (1854)
  - su un tema originale op. 21,1 (1857)
  - su un tema ungherese op. 21/2 (1854)
  - su un tema di Händel op. 24 (1861)
  - su un tema di Paganini op. 35 (1862-1863)
- 4 Ballate op. 10 (1854)
- Valzer op. 39 (1865)
- 8 pezzi op. 76 (1878)
- 2 Rapsodie op. 79  (1879)
- 7 fantasie op. 116 (1892)
- 3 intermezzi op. 117 (1892)
- 6 pezzi op. 118 (1893)
- 4 pezzi op. 119 (1893)
- Trascrizioni, esercizi, cadenze

### Composizioni per organo
- Fuga in la bemolle minore WoO 8 (1856, ampliata nel 1864)
- Preludio e fuga in la minore WoO 9 (1856)
- Preludio e fuga in sol minore WoO 10 (1857)
- 11 corali per organo op.122

### Musica vocale

#### Composizioni corali con orchestra
- Ave Maria per coro femminile e orchestra o organo op. 12 (1858)
- Begräbnisgesang (Canto funebre) per coro e strumenti a fiato op. 13 (1858)
- Vier Gesänge (Quattro canti) per coro femminile, 2 corni e arpa op. 17 (1859, 1860)
  1. Es tönt ein voller Harfenklang
  2. Lied da Shakespeare (Komm herbei)
  3. Der Gärtner (Il giardiniere)
  4. Gesang aus Ossians Fingal (Canto dalla Grotta di Fingal)
- Ein deutsches Requiem (Requiem tedesco) per soprano e baritono soli, coro e orchestra op. 45 (1868)
- Rinaldo, cantata per tenore, coro maschile e orchestra op. 50 (1863, 1868)
- Alt-Rhapsodie per contralto solo, coro maschile e orchestra op. 53 (1869)
- Schicksalslied (Canto del destino) op. 54 (1871 a Karlsruhe diretta da Hermann Levi)
- Triumphlied (Canzone trionfale) op. 55 (1870, 1871)
- Nänie (Nenia) op. 82 (1881)
- Gesang der Parzen (Canto delle parche) op. 89 (1882)

#### Composizioni a più voci con pianoforte
Diverse composizioni tra cui:
- Liebeslieder-Walzer per canto (ad libitum) e pianoforte a 4 mani op. 52 (1869)
- Neue Liebeslieder-Walzer per canto e pianoforte a 4 mani op. 65 (1874)
- Zigeunerlieder (Canzoni zigane) per 4 voci e pianoforte op. 103 (1887-1888)

#### Cori a cappella
Diverse composizioni tra cui Mottetti e arrangiamenti di canzoni popolari.

#### Duetti con pianoforte
24 composizioni divise in 6 numeri d'opus.

#### Lieder
Circa 330 Lieder per canto e pianoforte tra cui:
- 5 Melodie per voce sola e pianoforte op. 49 (1868),
- 15 Romanze dalla Magelone di Ludwig Tieck op. 33 (1861-1869)
- Due canti per contralto, viola e pianoforte op. 91 (1864, 1884)
- Zigeunerlieder (Canzoni zigane) op. 103 (1886-1888)
- 5 Lieder per voce grave op. 105 (1886-1888)
- 4 Ernste Gesänge (canti seriosi) per basso op. 121 (1896)

### Opere controverse
Nel 1924 fu trovata a Bonn, dal musicologo Ernst Bücken, una partitura manoscritta (copia a mano redatta da un copista) senza frontespizio: un Trio in la minore per pianoforte, violino e violoncello. La composizione venne eseguita in pubblico come "opera di autore ignoto" durante il Rheinisches Musikfest dell'anno seguente, suscitando un certo consenso. Nel 1938 l'editore Breitkopf & Härtel di Lipsia decise di pubblicare il manoscritto come "opera postuma" di Johannes Brahms. A quel punto i musicologi si divisero tra chi sosteneva si trattasse veramente di una composizione perduta del musicista e chi lo negava. Esaminando le caratteristiche specifiche di questo Trio, si può constatare come difficilmente si potrebbe trattare dell'opera di un imitatore: gli stilemi distintivi della musica brahmsiana sono in molti passi evidenti. Gli studiosi non sono del resto riusciti a indicare un nome alternativo. Oggi la maggior parte dei critici considera questo Trio un'opera giovanile del musicista, precedente o anche successiva al Trio in si maggiore op. 8 (quindi quando l'autore era poco più che ventenne) rimasta inedita.
Brahms si trovò al centro di un'aspra polemica per aver ottenuto grande successo con la pubblicazione delle sue Danze Ungheresi. L'accusa fu di aver usufruito di note melodie zigane già composte da musicisti ungheresi. I suoi principali detrattori furono: il violinista Ede Reményi (diversi anni prima suo amico e partner in numerosi concerti), Otto Neitzel e il quotidiano Kölnische Zeitung, che rese pubblica la questione sulle proprie pagine. Dalla parte del musicista si schierò invece il suo editore berlinese, Fritz Simrock. Pur non entrando mai direttamente nella bagarre, Brahms riuscì a far valere le sue ragioni poiché, se è vero che non aveva citato espressamente i titoli delle composizioni preesistenti e i loro rispettivi autori, non aveva pubblicato le Danze Ungheresi come opera propria (esse non hanno infatti un numero di catalogo e sono indicate come WoO, Werke ohne Opuszahl) ma solo come arrangiamento per pianoforte a quattro mani. Sul frontespizio dell'edizione, sia del primo sia del secondo fascicolo, è infatti scritto chiaramente: Ungarische Tänze. Bearbeitet von Johannes Brahms.

## Strumenti
Johannes Brahms usava principalmente pianoforti tedeschi e viennesi. Nei suoi primi anni suonava su un pianoforte prodotto da una fabbrica di Amburgo, Baumgarten & Heins. Nel 1856 Clara Schumann gli regalò un pianoforte Graf. Brahms lo usò per il suo lavoro fino al 1873 poi lo regalò alla Gesellschaft der Musikfreunde (Società degli amici della musica); oggi è esposto nel Kunsthistorisches Museum a Vienna. Più tardi, nel 1864, scrisse a Clara Schumann del suo interesse per gli strumenti Streicher. Nel 1873 ricevette il pianoforte Streicher op.6713 e lo conservò in casa sua fino alla morte. Come scrisse a Clara: “Lá [sul mio Streicher] so sempre esattamente cosa scrivo e perché scrivo in un modo o nell´altro”.
Negli anni ottanta dell'Ottocento, Brahms usava principalmente per le sue esibizioni pubbliche un Bösendorfer. Nei suoi concerti a Bonn suonò nel 1880 uno Steinweg Nachfolgern e nel 1883 un Blüthner. Brahms usò anche un Bechstein per numerosi concerti: 1872 a Wurzburg, 1872 a Colonia e 1881 ad Amsterdam.

## Registrazioni su strumenti d'epoca
- Alexandre Oguey, Neal Peres da Costa. Pastoral Fables. Fortepiano 1868 Streicher & Sons (Paul McNulty)
- Boyd McDonald. Johannes Brahms. The piano Miniatures. Fortepiano 1851 Streicher
- Hardy Rittner. Johannes Brahms. Complete Piano Music. Fortepiano 1846 Bosendorfer, 1856, Streicher 1868
- Italian Piano Quartet. Johannes Brahms. Klavier-quartette Op. 25. 26, 60.  SY 94D26 (2 CD) - World Premiere Recording with Original Instruments

## Onorificenze
Laurea honoris causa dell'Università di Breslavia (1879). 
Motivazione: "Artis musicae severioris in Germania nunc princeps".
- A Johannes Brahms è stato intitolato il cratere Brahms, sulla superficie di Mercurio.
- Al musicista è dedicato un asteroide della fascia maggiore, scoperto nel 1939, denominato 1818 Brahms.